# Charles Fleury (luthiste)
Pour les articles homonymes, voir Charles Fleury (homonymie) et Fleury.
Charles Fleury, sieur de Blancrocher (vers 1605 – novembre 1652), est un luthiste français. Il est connu le plus souvent sous le nom de Blancrocher (ou Blanrocher, Blancheroche) et, actif à Paris, il fut un des luthistes les plus fameux de son temps.

## Biographie
Charles Fleury était le fils de Louis, valet de chambre du roi, et de son épouse Mathurine de Vallois, décédée en 1625.
On ne sait pas s'il a, ou non, composé des pièces pour son instrument ; il subsiste cependant un mouvement de danse qui lui est attribué dans le Manuscrit Vaudry de Saizenay. 
Le nom de Blancrocher reste connu par les circonstances de sa mort accidentelle : il est tombé du haut d'un escalier ; ses confrères luthistes Denis Gaultier et François Dufaut, ainsi que les clavecinistes Louis Couperin et Johann Jakob Froberger qui semblent avoir fait partie du cercle de ses amis ont composé un tombeau en son honneur. Froberger en particulier, aurait assisté à l'accident mortel, et Blancrocher serait mort dans ses bras. 
Charles Fleury a laissé six jeunes enfants. Son fils Charles épousa Anne de Franchere (ou de Fransure) en 1633.

## Tombeaux composés à sa mémoire
- Louis Couperin : Tombeau de Monsieur Blancrocher (dans le manuscrit Bauyn).
- François Dufaut : Tombeau de Monsieur Blancrocher.
- Johann Jakob Froberger : Tombeau en ut mineur (Tombeau fait à Paris sur la mort de Monsieur Blancheroche).
- Denis Gaultier : Tombeau de Monsieur Blancrocher (même pièce qu' Andromède,  allemande en La Majeur  du recueil La Rhétorique des dieux).